# Humenné
Humenné (tyska: Homenau) är stad i regionen Prešov i Slovakien. Den hade 34 186 invånare år 2014.

## Kända personer från Humenné
- Marcel Palonder (1964–), musiker

## Vänorter
Humenné har följande vänorter:
- Darney, Frankrike
- Jarosław, Polen
- Mátészalka, Ungern
- Mukatjeve, Ukraina
- Peretjyn, Ukraina
- Przemyśl, Polen
- Sanok, Polen
- Třebíč, Tjeckien